# Латрык
Латрык — река в Саратовской области России, протекает по Саратовскому и Лысогорскому районам. Устье реки находится в 29 км по правому берегу реки Карамыш. Длина реки составляет 65 км. Площадь водосборного бассейна — 896 км². 

## Притоки
- 4,7 км: Сухая Двоенка (пр)
- 19 км: Малая Сосновка (пр)
- 33 км: Сосновка (пр)

## Данные водного реестра
По данным государственного водного реестра России относится к Донскому бассейновому округу, водохозяйственный участок реки — Медведица от истока до впадения реки Терса, речной подбассейн реки — Дон между впадением Хопра и Северского Донца. Речной бассейн реки — Дон (российская часть бассейна).
Код объекта в государственном водном реестре — 05010300112107000008498.